# Montoro (Italia)
Montoro (Muntuorë in dialetto montorese arcaico; Montorë in dialetto montorese moderno) è un comune italiano sparso di 19 416 abitanti della provincia di Avellino in Campania.

## Geografia fisica

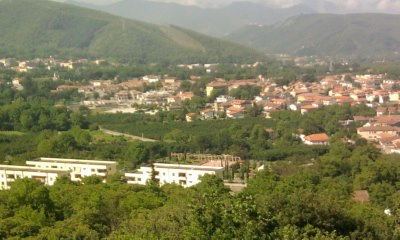
Veduta di Sant'Eustachio e San Pietro.

Non esiste all'interno del comune alcuna località denominata Montoro. Il comune è infatti formato dalle frazioni di Aterrana, Banzano, Chiusa, Caliano, San Pietro, Sant'Eustachio e Torchiati che prima formavano il comune di Montoro Superiore, e Borgo, Figlioli, Misciano, Piano, Piazza di Pandola, Preturo, San Felice e San Bartolomeo che prima formavano il comune di Montoro Inferiore.

Il capoluogo del comune di Montoro Inferiore era Piano; il capoluogo del comune di Montoro Superiore era Torchiati.

Lo statuto del comune unificato ha stabilito che la sede comunale si trova nella frazione Piano, in piazza Michele Pironti.
Il territorio comunale è solcato dal torrente Solofrana, un affluente del Sarno, negli anni divenuto tristemente noto per l'inquinamento generato dagli scarichi conciari provenienti dall'area industriale di Solofra, situata poco più a monte del centro abitato di Montoro.

## Storia
Il territorio di Montoro fu sicuramente abitato già dall'epoca preistorica: i primi insediamenti dell’età mesolitica, risalenti al VI-V millennio a.C. circa, sono stati identificati, infatti, in una grotta della località Aterrana.
Fino al 1829, Montoro costituiva un'unica realtà amministrativa, con un organo detto decurionato. In seguito, dalla frammentazione delle sue frazioni in due distinti comuni, nacquero Montoro Superiore e Montoro Inferiore. Alla caduta del regno delle Due Sicilie, l’intero territorio, che era inserito nell’Intendenza del Principato Citra, corrispondente alla provincia di Salerno, è entrato a far parte della provincia di Avellino.
Il 26 e 27 maggio 2013 si è svolto il referendum consultivo sulla fusione di Montoro Inferiore e Montoro Superiore (in cui, nel 2009, si era già tenuta una consultazione sulla fusione), terminato con il 77,41% dei votanti complessivi favorevoli alla fusione. Con la Legge regionale nº 16 dell'11 novembre 2013 è stato istituito il comune di Montoro, formalmente costituito il 3 dicembre 2013.

### Simboli
Lo stemma e il gonfalone della Città di Montoro sono stati concessi con decreto del presidente della Repubblica del 30 novembre 2015.
Il gonfalone è un drappo di giallo con la bordatura di azzurro.

## Monumenti e luoghi d'interesse

### Architetture civili
- Castello longobardo anche detto: Castello di Montoro è situato su una collina dominante i dintorni a circa 320 m s.l.m., nella frazione Borgo di Montoro, fu edificato dai Longobardi. Le prime notizie sull’esistenza del castello si hanno in un documento del 1022 ma la cui esistenza è accertata già secoli prima. Serviva a proteggere i confini tra il Ducato di Benevento ed il Principato di Salerno. Ebbe importanza fino al XV secolo, quando fu abbandonato a causa della sua inadeguatezza contro le armi da fuoco. Attualmente è allo stato di rudere. Sono però ancora visibili una torre a pianta quadra, una seconda torre alta circa sei metri ed il mastio alto oltre quindici metri. Sono presenti anche opere murarie ed un torrione cilindrico. Si trova in via contrada livra.

### Architetture religiose
- Chiesa dell'Annunziata
- Monastero del Corpo di Cristo
- Santuario di San Pantaleone
- Cappella di San Rocco, è di piccole dimensioni sussidiarie;
- Cappella del Marzone, è di piccole dimensioni fondata in un ex palazzo nobiliare;
- Ex cappella di Santa Margherita, situata nel casale di Borgo, rione Mercatello.

## Società

### Evoluzione demografica

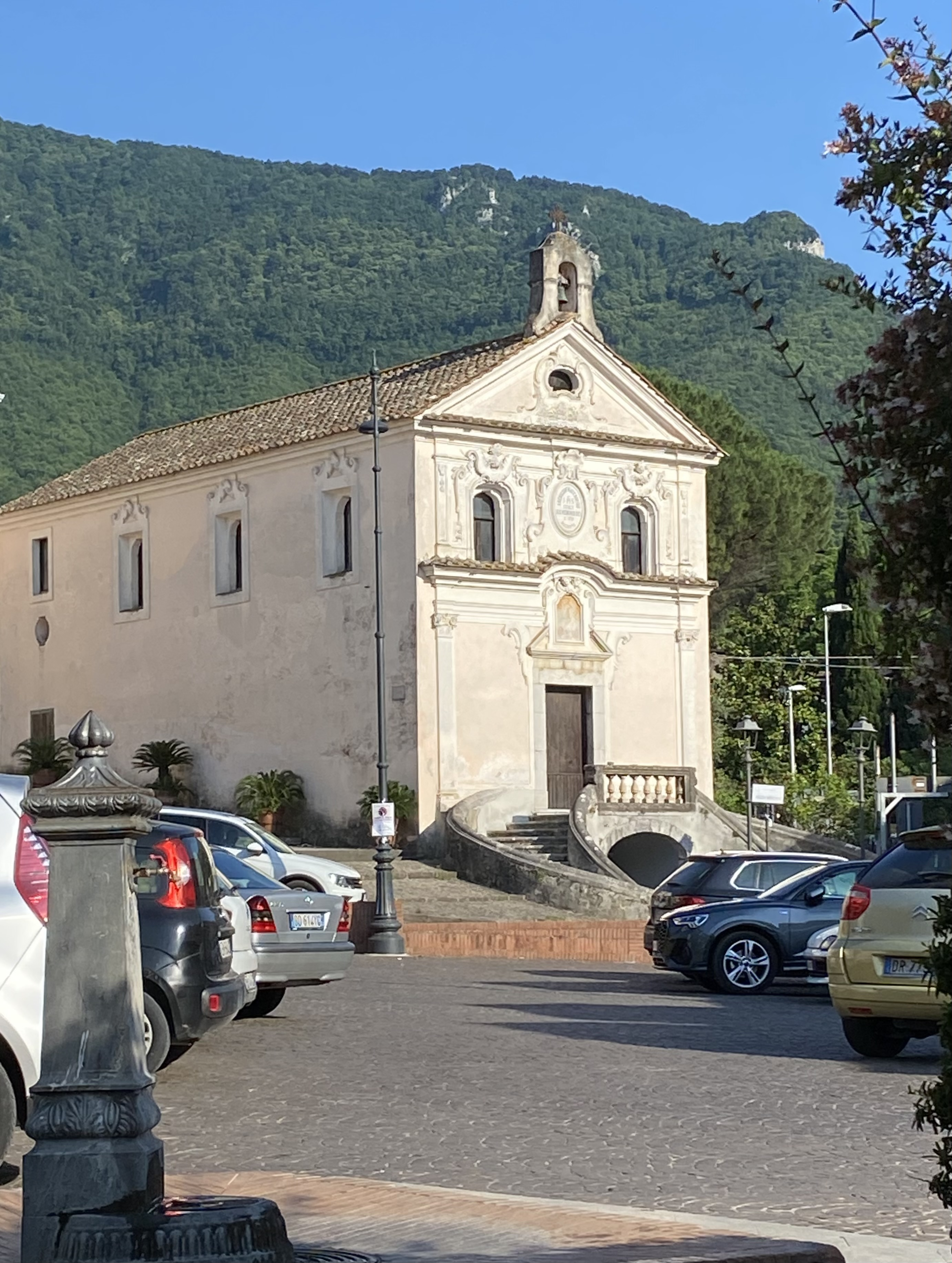
Chiesa SS Pietro e Paolo nella frazione di San Pietro

Abitanti censiti

### Etnie e minoranze straniere
Al 1 gennaio 2023 erano presenti sul territorio 788 stranieri, pari al 4% della popolazione residente.

### Religione
La maggioranza della popolazione è di religione cristiana di rito cattolico; il comune appartiene all'arcidiocesi di Salerno-Campagna-Acerno.
L'altra confessione cristiana presente è quella evangelica con una comunità: Chiesa Evangelica Pentecostale CCEVAS. (Non più presente nell'anno 2022)
Negli anni precedenti era presente anche una Sala Del Regno dei Testimoni di Geova a Sant'Eustachio e Misciano (Oggi non più presenti)

## Cultura

### Cucina
I prodotti tipici del comune sono la cipolla ramata di Montoro, il carciofo di Preturo, le castagne. Il territorio, inoltre, rientra nell'area di produzione del caciocavallo silano DOP, del pomodoro San Marzano dell'Agro Sarnese-Nocerino DOP e della melannurca campana IGC.

## Infrastrutture e trasporti
Il comune è servito dalla stazione di Montoro-Forino, ed era servito anche dalle fermate, ora dismesse, di Montoro Superiore e di Borgo, sulla ferrovia Cancello-Avellino. Inoltre, è attraversato dal Raccordo autostradale 2 Salerno-Avellino, con le uscite di Montoro nord e Montoro sud.

## Amministrazione

### Sindaci
| Periodo | Periodo   | Primo cittadino           | Partito       | Carica  | Note |
| ------- | --------- | ------------------------- | ------------- | ------- | ---- |
| 2014    | 2019      | Mario Bianchino           | liste civiche | Sindaco |      |
| 2019    | 2024      | Girolamo Giaquinto        | liste civiche | Sindaco |      |
| 2024    | in carica | Salvarore Antonio Carratù | liste civiche | Sindaco |      |

Il comune fa parte dei seguenti enti:
- Comunità montana Irno - Solofrana
- Regione Agraria n. 8 - Colline di Avellino
- Parco regionale Monti Picentini